# インペラー

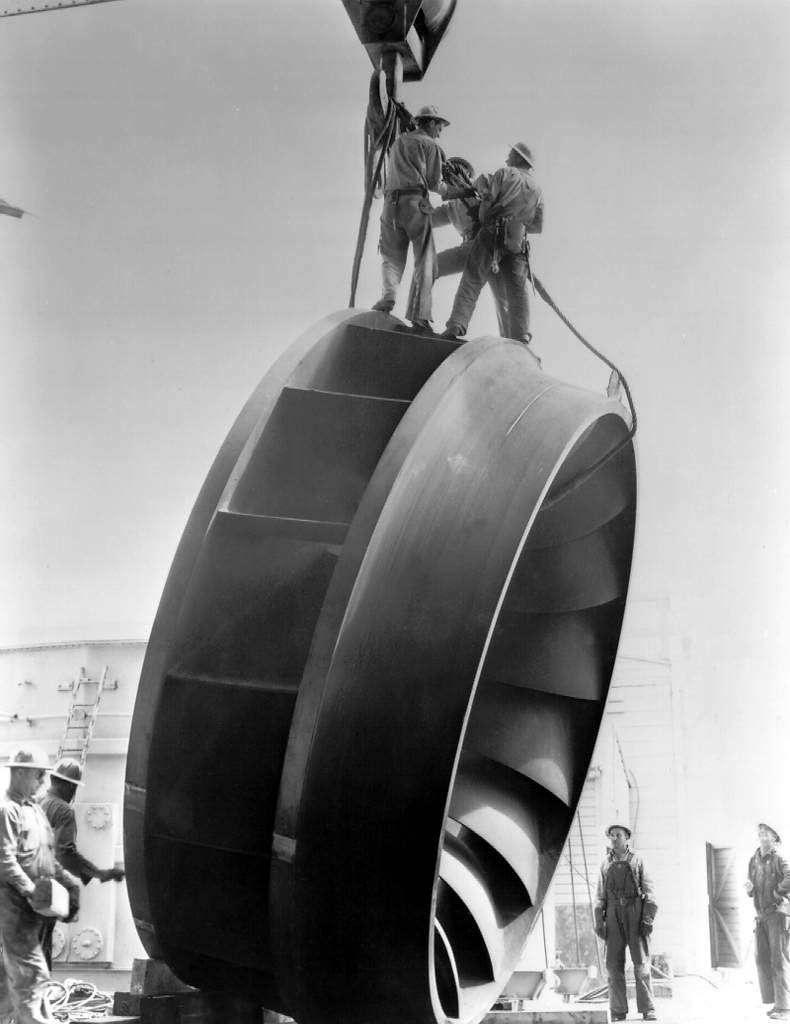
水力発電用タービン発電機のインペラー

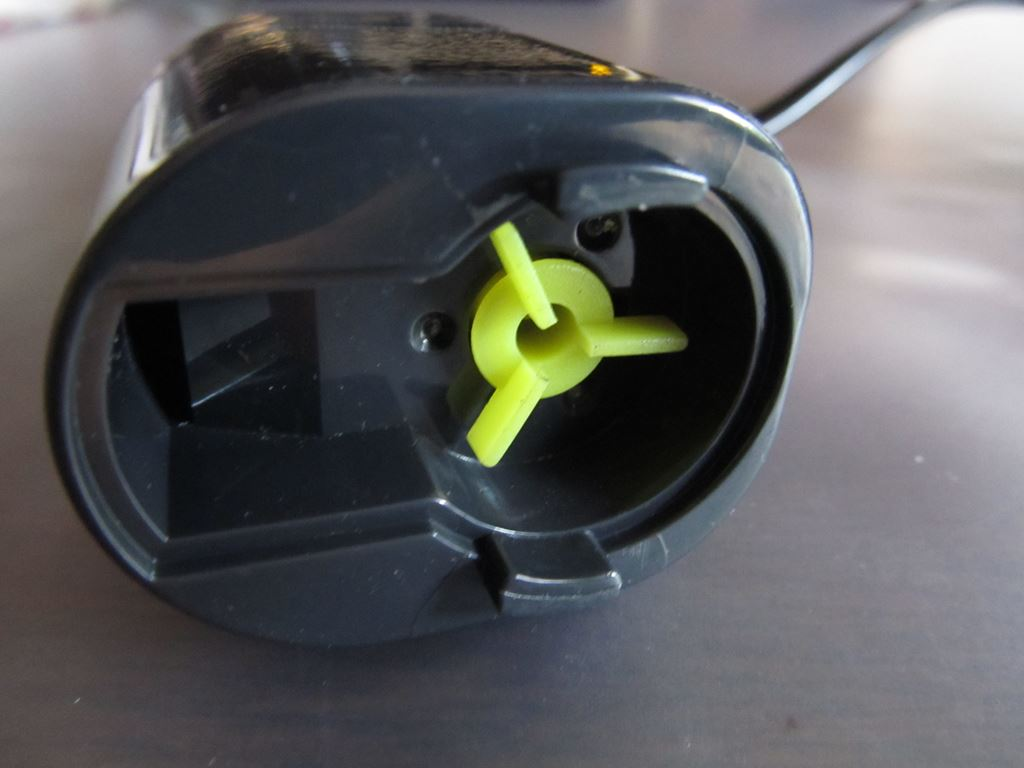
フィルター (アクアリウム)用小型水中ポンプのインペラー

インペラー（英: impeller, impellor）とは、液体・気体用の遠心力ポンプや発電機等に使用される羽根車のことである。原動力から液体・気体を送ったり、逆に液体や気体の流れを原動力にする事が出来る。
身近な物では、扇風機やエア・コンディショナー等の送風部分に利用されている。

## 資料
- 三上鉄工株式会社 コラム インペラーについての豆知識
- 株式会社イワキ 製品サイト ポンプなるほど 用語編【インペラ】
- クボタ機工株式会社 ポンプの知識 羽根車

| スタブアイコン | サブスタブ | この項目は、まだ閲覧者の調べものの参照としては役立たない、工学・技術に関連した書きかけの項目です。この項目を加筆・訂正などしてくださる協力者を求めています。 |